# 天主教卡亞教區
天主教卡亞教區（拉丁語：Dioecesis Kayana）是布基納法索一個羅馬天主教教區，屬庫佩拉總教區。
教區成立於1969年6月24日，包括納門滕加省、桑馬滕加省和帕索雷省。2006年有教友71,722人（佔轄區總人口7.9%）、七個堂區、三十名司鐸。現任教區主教為戴非洛·納雷，榮休主教為多默·卡博雷。